# Yūsuke Kozaki

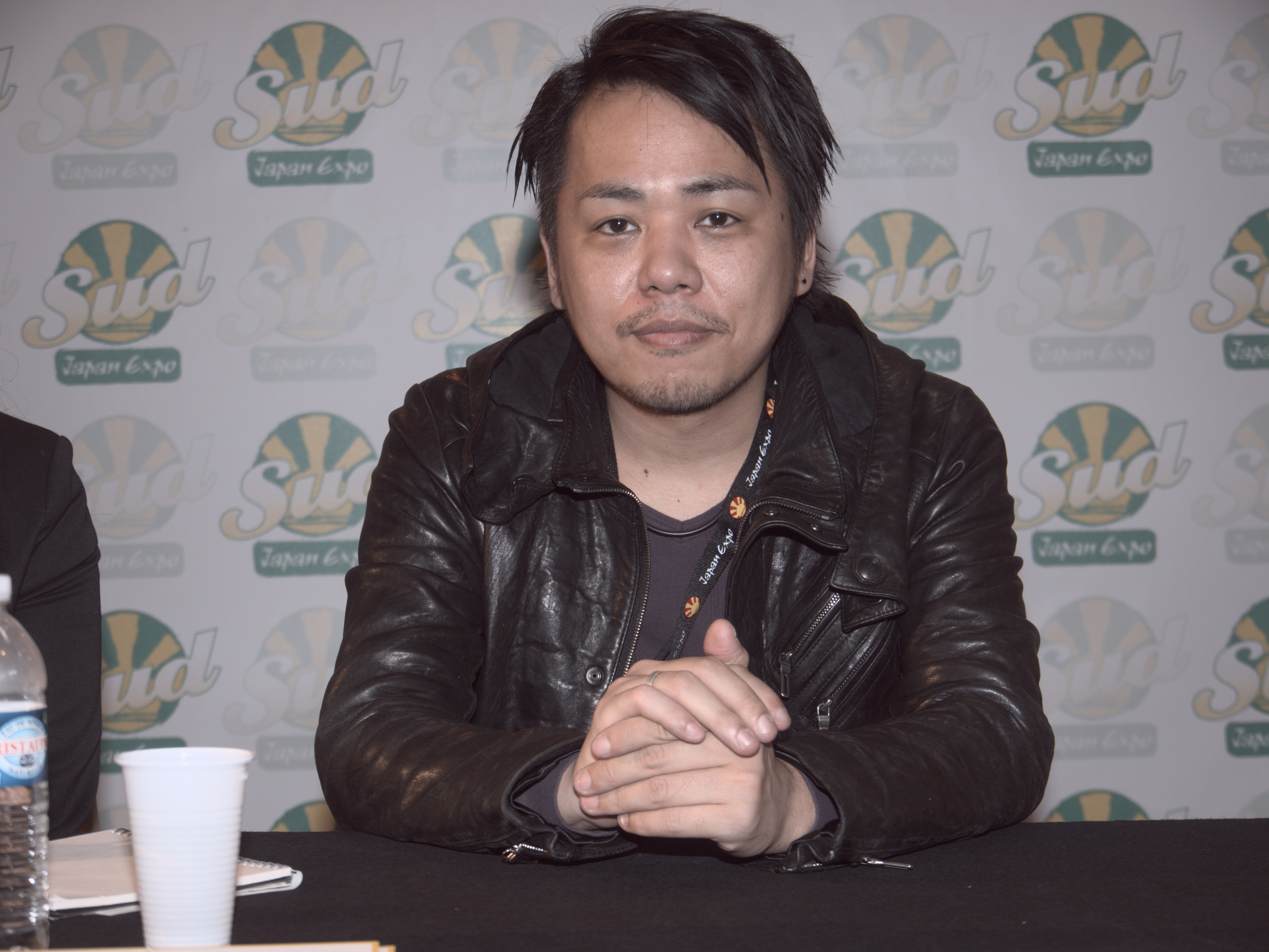
Kozaki på Japan Expo Sud i Marseille 2011.

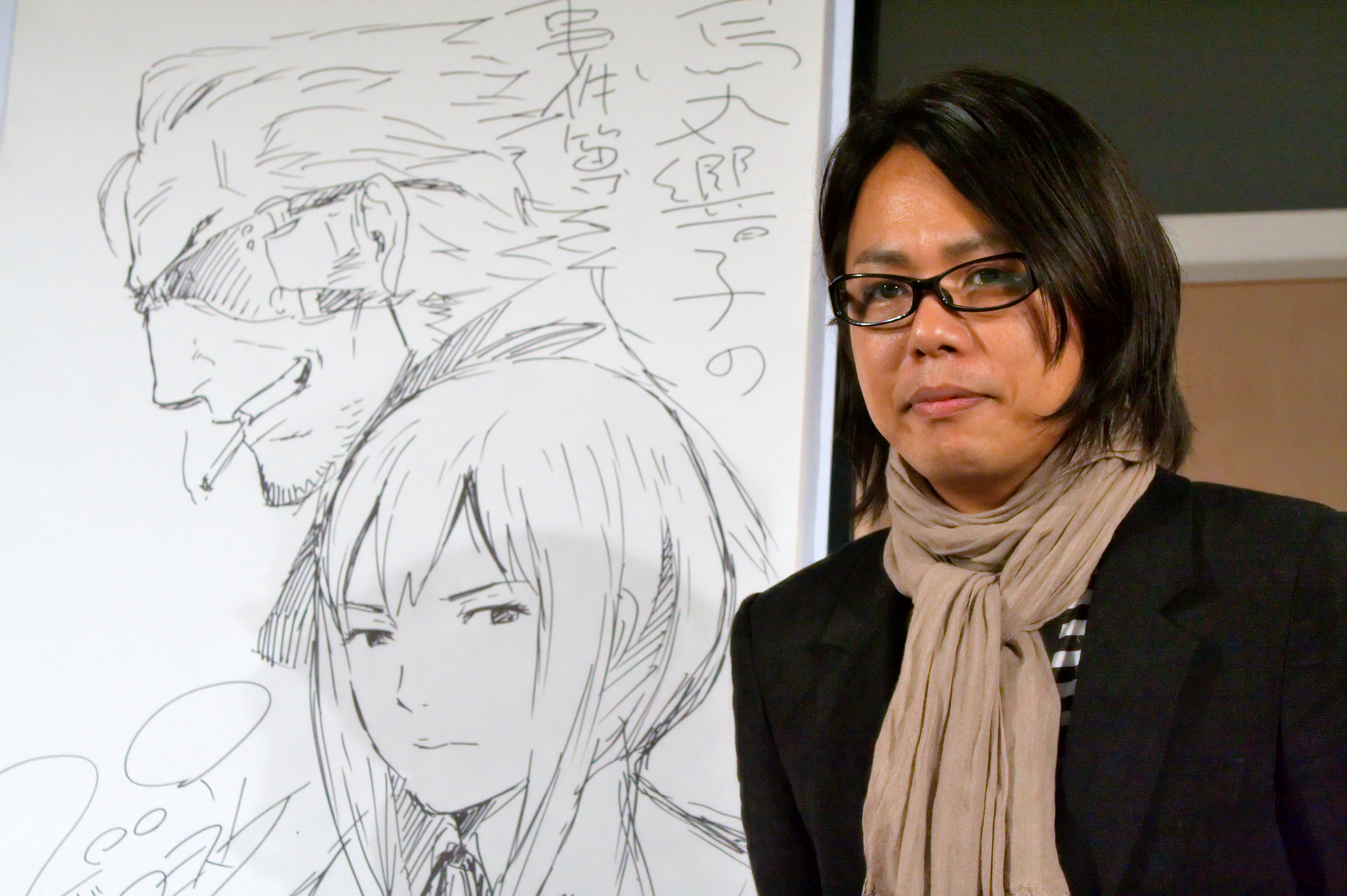
Kozaki föreläser på Chibi Japan Expo i Paris 2009.

Yūsuke Kozaki (コザキユースケ Kozaki Yūsuke?), född den 12 maj 1978, är en japansk serieskapare och figurdesigner.

## Verk

### Manga
- Kaeru wa Tori Tsudzuke (蛙は撮り続け?) (1997, Monthly Young Magazine, Kodansha, engångspublikation)
- Mi Kakunin Higō Shōjo Kaoru (未確認非業少女カオル?) (1998, Bessatsu Monthly Young Magazine, Kodansha, engångspublikation)
- Naizo-kun (ナイゾウクン?) (2001, Monthly Young Magazine, Kodansha, webbserie)
- Spiral (スパイラル Supairaru?) (2001, Bessatsu Pachislot Panic 7, Byakuya-Shobo)
- Karasuma Kyoko no Jikenbo (2002–12, skriven av Ōji Kiroi, BStreet och Monthly Comic Birz, Gentosha, 10 volymer)[2][3]
- Chick Dismantler (2003, Blade Gunz, Mag Garden, engångspublikation)
- Tokyo Karasu (東京カラス?) (2005–08, Robot, Wanimagazine)
- No More Heroes 2: Desperate Struggle Erotic Comic (2010, Marvelous Entertainment)[4]
- Donyatsu (どーにゃつ?) (2011–, Young Gangan, Square Enix, 4 volymer)[5][6]
- Tokyo Karasu (2012–, skriven av Hiroki Miyashita, Monthly Sunday Gene-X, Shogakukan, 4 volymer)[7][8]

### Figurdesign

#### Anime
- Speed Grapher (2005, Gonzo)
- Bakumatsu Kikansetsu Irohanihoheto (2006–07, Sunrise)
- Under the Dog (2015, Creative Intelligence Arts)

#### Datorspel
- Osu! Tatakae! Ouendan (2005, INiS/Nintendo)
- No More Heroes (2007, Grasshopper Manufacture/Marvelous Entertainment)
- Chūmon Shiyou ze! Ore-tachi no Sekai (2008, GAE)
- Half-Minute Hero (2009, Marvelous Entertainment)
- No More Heroes: Heroes' Paradise (2010, Grasshopper Manufacture/Marvelous Entertainment)
- No More Heroes 2: Desperate Struggle (2010, Grasshopper Manufacture/Marvelous Entertainment)
- Ace Combat: Assault Horizon (2011, Bandai Namco Games)
- Fire Emblem: Awakening (2012, Intelligent Systems/Nintendo)
- Liberation Maiden (2012, Level-5/Grasshopper Manufacture)
- Puzzle & Dragons (2012, GungHo Online Entertainment)
- Unchain Blaze EXXIV (2012, Furyu) – enbart figuren Hilda
- Ranko Tsukigime's Longest Day (2014, Grasshopper Manufacture/Bandai Namco Games)[9]
- Tekken 7 (2015, Bandai Namco Games) – enbart figuren Lucky Chloe
- Fire Emblem Fates (2015, Intelligent Systems/Nintendo)[10]